# Piotr Malarczyk
Piotr Malarczyk (Białystok, 1º agosto 1991) è un calciatore polacco, difensore del Korona Kielce.

## Caratteristiche tecniche
È un difensore centrale.

## Carriera

### Club
Fa il suo debutto con il Korona Kielce nella sconfitta per 3-2 contro il Wisła Cracovia il 30 ottobre 2009, in cui viene anche espulso. Segna il primo gol l'11 marzo 2012 nella vittoria fuori casa per 1-2 contro lo Śląsk Wrocław.
Dopo due stagioni al Piast Gliwice, fa ritorno al Korona il 24 giugno 2021.

### Nazionale
Ha giocato nelle nazionali giovanili polacche Under-19, Under-20 ed Under-21.